# إرتوغرول إرغيزين
إرتوغرول إرغيزين (بالتركية: Ertuğrul Ergezen)‏ (مواليد 20 يوليو 1978) هو ملاكم تركي، مثّل بلاده في الألعاب الأولمبية الصيفية 2004.

## روابط خارجية
إرتوغرول إرغيزين على موقع بوكس ريك (الإنجليزية) (registration required)
- إرتوغرول إرغيزين على موقع أوليمبيديا (الإنجليزية)